# Trogulus cisalpinus
Espèce
Trogulus cisalpinus est une espèce d'opilions dyspnois de la famille des Trogulidae.

## Distribution
Cette espèce est endémique d'Italie. Elle se rencontre en Lombardie dans les provinces de Côme et de Bergame et en Trentin-Haut-Adige dans la province autonome de Trente entre 550 et 1 550 m d'altitude dans les Alpes.

## Description
Le mâle holotype mesure 5,4 mm, les mâles mesurent de 5,1 à 6,0 mm et les femelles de 6,2 à 6,8 mm.

## Systématique et taxinomie
Cette espèce a été décrite par Chemini et Martens en 1988.

## Étymologie
Son nom d'espèce lui a été donné en référence au lieu de sa découverte, les Alpes.

## Publication originale
- Chemini & Martens, 1988 : « Trogulus cisalpinus n. sp. from the Italian Alps (Arachnida: Opiliones: Trogulidae). » Mitteilungen aus dem Zoologischen Museum in Berlin, vol. 64, no 1, p. 71–81.